# 2441 Hibbs
A 2441 Hibbs (ideiglenes jelöléssel 1979 MN2) a Naprendszer kisbolygóövében található aszteroida. Eleanor F. Helin és Schelte J. Bus fedezte fel 1979. június 25-én.